# Hollow (мини-альбом)
Hollow — четвёртый японоязычный мини-альбом (15-й в сумме) южнокорейского бой-бэнда Stray Kids, выпущенный 18 июня 2025 года лейблом Epic Records Japan. Ему предшествовал второй японский студийный альбом Giant, релиз которого состоялся семь месяцев назад перед выпуска мини-альбома. Издание имеет одноимённый заглавный сингл и имел коммерческий успех, возглавив как Oricon Albums Chart, так и Billboard Japan Hot Albums с тиражом более 523 тысяч копий и был сертифицирован как трёхплатиновый.

## Предыстория
14 апреля 2025 года Stray Kids анонсировали к релизу 18 июня четвёртый мини-альбом на японском языке, чьё название получило Hollow. К анонсу предшествовали тизерные изображения. Релиз имеет 12 физических версий: первый тираж из лимитированных A и B, лимит-выпуск, стандартный и восемь изданий с обложками с изображёнными участниками бой-бэнда. Обложки и списки композиций каждой версии издания были обнародованы 25 апреля. Список треков имеет пять японоязычных песен, среди которых одноимённый с мини-альбомом заглавный сингл.

## Продвижение
30 января 2025 года Stray Kids объявили о дополнительных четырёх выступлениях в Фукурои во время их тура «Dominate World Tour», которые прошли на стадионе «Экопа» 10, 11, 17 и 18 мая. В концертах участники впервые исполнили заглавный сингл «Hollow» за месяц до релиза песни. В рамках продвижения мини-альбома в Японии, группа исполнили лид-сингл наряду с «Walkin on Water» в музыкальных шоу «Buzz Rhythm 02» и «The Weekly 99 Music» 13 и 18 июня соответственно. Stray Kids также дали интервью во время утреннего шоу «Mezamashi TV» и исполнили одноимённую с альбомом песню наряду с японской версией «Chk Chk Boom» на YouTube-канале The First Take. Один из песен мини-альбома, «Parade», была использована как саундтрек японского фильма ужасов «В поисках тела: Последняя ночь».

## Коммерческий успех
Hollow дебютировал на первой позиции в альбомном чарте Oricon Albums Chart с тиражом 523 063 копий за неделю с 16 до 22 июня 2025 года. Мини-альбому удалось побить рекорд группы по количеству проданных копий в течение первой недели нахождения в чарте, опередив по продажам предыдущий японский мини-альбом бой-бэнда Social Path / Super Bowl, который ранее разошёлся тиражом более 506 тысяч копий, а также побил рекорд неяпонского исполнителя в 2025 году, произойдя тираж 457 тысяч копий пятого студийного альбома Happy Burstday южнокорейского бой-бэнда Seventeen. Hollow стал третьим альбомом 2025 года, чьи продажи превзошли порог в 500 тысяч копий за первую неделю пребывания после студийных альбомов The Best 2020—2025 и Fam японских мужских групп Snow Man и Timelesz соответственно, а также первым альбомом неяпонского исполнителя. Мини-альбом также возглавил альбомный цифровой чарт, став вторым альбомом коллектива, занявшим первое место в этом чарте после третьего корейскоязычного студийного альбома 5-Star (2023), а также возглавил Combined Albums Chart.
Согласно данным SoundScan Japan на 17 июня 2025 года, Hollow был продан тиражом 619 245 физических копий, а по данным GfK/NIQ Japan, в день выпуска мини-альбома было 3135 скачиваний. Альбом дебютировал на вершине Billboard Japan Hot Albums согласно данным на 25 июня 2025 года, а также возглавил Top Albums Sales с 738 209 физическими копиями, став вторым по количеству продаж за первую неделю в 2025 году после The Best 2020—2025 группы Snow Man. Кроме того, Hollow занял первое место в Download Albums с 3761 цифровой копией, став вторым альбомом группы, возглавившим чарт после 5-Star (2023), и опередил девятый корейский мини-альбом Ate (2024) по количеству продаж, произойдя 3395 копий последнего. 10 июля Японская ассоциация звукозаписывающих компаний (RIAJ) сертифицировала альбом как трёхплатиновый.

## Список композиций
| №                   | Название            | Текст песни                   | Музыка                              | Аранжировка         | Длительность |
| ------------------- | ------------------- | ----------------------------- | ----------------------------------- | ------------------- | ------------ |
| 1.                  | «Hollow»            | Бан Чан Чханбин Хан KM-Markit | Бан Чан Чханбин Хан Версачхой       | Версачхой           | 3:29         |
| 2.                  | «Parade»            | Бан Чан Чханбин Хан KM-Markit | Бан Чан Чханбин Хан Версачхой       | Версачхой Бан Чан   | 3:06         |
| 3.                  | «Never Alone»       | Бан Чан Чханбин Хан Yohei     | Бан Чан Чханбин Хан Версачхой       | Версачхой Бан Чан   | 2:57         |
| 4.                  | «Just a Little»     | Хан KM-Markit                 | Хан Бан Чан                         | Бан Чан Millionboy  | 4:06         |
| 5.                  | «Fate» (яп. 宿命)   | Чханбин Restart KM-Markit     | Чханбин Restart Millionboy Никко Ён | Millionboy Никко Ён | 3:00         |
| Общая длительность: | Общая длительность: | Общая длительность:           | Общая длительность:                 | Общая длительность: | 16:40        |

## Чарты
| Чарт (2025)                         | Высшая позиция |
| ----------------------------------- | -------------- |
| США (Billboard World Albums)        | 18             |
| Япония (Billboard Japan Hot Albums) | 1              |
| Япония (Oricon Combined Albums)     | 1              |
| Япония (Oricon)                     | 1              |

| Чарт (2025)     | Высшая позиция |
| --------------- | -------------- |
| Япония (Oricon) | 2              |

## Сертификации
| Регион                                                      | Сертификация  | Продажи  |
| ----------------------------------------------------------- | ------------- | -------- |
| Япония (RIAJ) · Physical                                    | 3× Платиновый | 750 000^ |
| ^ Данные о тиражах приведены только на основе сертификации. |               |          |

## История выпуска
| Регион           | Дата         | Формат                       | Версия                       | Лейбл              | Источник |
| ---------------- | ------------ | ---------------------------- | ---------------------------- | ------------------ | -------- |
| Япония           | 10 июня 2025 | CD + Blu-ray                 | лимитированный A             | Epic Records Japan | [ 28 ]   |
| Япония           | 10 июня 2025 | CD                           | лимитированный B стандартный | Epic Records Japan | [ 28 ]   |
| Мир              | 10 июня 2025 | цифровое скачивание стриминг | Стандартный                  | Epic Records Japan | [ 28 ]   |
| Республика Корея | 10 июня 2025 | цифровое скачивание стриминг | Стандартный                  | JYP Entertainment  | [ 29 ]   |

### Комментарии
1. ↑  Hollow маркирован как «третий мини-альбом», несмотря на наличие «первого EP» Social Path / Super Bowl.
2. ↑  Учитывая все корейские (включая предебютный Mixtape) и японские мини-альбомы группы.